# Eurycope sarsi
Eurycope sarsi är en kräftdjursart som beskrevs av Frank Evers Beddard 1885. Eurycope sarsi ingår i släktet Eurycope och familjen Munnopsidae. Inga underarter finns listade i Catalogue of Life.